# Shahrestān di Borkhar-e Meymeh
Lo shahrestān di Borkhar-e Meymeh (farsi شهرستان برخوار و میمه) è uno dei 24 shahrestān della provincia di Esfahan, in Iran. Il capoluogo è Shahin Shahr. Lo shahrestān è suddiviso in 3 circoscrizioni (bakhsh):
- Centrale (بخش مرکزی)
- Borkhar (بخش برخوار), con le città di Dastgerd, Dowlatabad, Habibabad.
- Meymah (بخش میمه), capoluogo Meymah.